# Nati il 21 giugno
| Questa pagina contiene informazioni ricavate automaticamente dalle voci biografiche con l'ausilio del template Bio e di un bot. L'aggiornamento è periodico e automatico e ricostruisce completamente la pagina. Se manca una persona in questa lista, sei pregato di non aggiungerla, ma accertati piuttosto che la sua voce biografica contenga il template Bio e che i dati anagrafici siano correttamente compilati. Se il template Bio manca, inseriscilo tu stesso o, in alternativa, metti l'avviso {{tmp\|Bio}} che ne segnala la mancanza. Se i dati riportati sono sbagliati, correggi direttamente la voce biografica; le modifiche saranno visibili in questa lista entro pochi giorni. Per chiarimenti vedi il progetto biografie. La lista contiene solo le 1.161 persone che sono citate nell'enciclopedia e per le quali è stato implementato correttamente il template Bio. Pagina aggiornata al 17 ago 2025. |

## XI secolo(1)
- 1002 - Papa Leone IX, papa, vescovo cattolico e santo tedesco († 1054)

## XIII secolo(1)
- 1226 - Boleslao V di Polonia, sovrano polacco († 1279)

## XIV secolo(2)
- 1317 - Cia Ordelaffi, nobile e condottiera italiana († 1381)
- 1390 - Margherita di Savoia, religiosa italiana († 1464)

## XVI secolo(3)
- 1528 - Maria di Spagna († 1603)
- 1541 - Paolo Regio, letterato e vescovo cattolico italiano († 1607)
- 1565 - Scipione Chiaramonti, astronomo e filosofo italiano († 1652)

## XVII secolo(14)
- 1601 - Godfried Henschen, gesuita, storico e diplomatista belga († 1681)
- 1603 - Francesco Gonzaga, vescovo cattolico italiano († 1673)
- 1636 - Godefroy Maurice de La Tour d'Auvergne, nobiluomo francese († 1721)
- 1639 - Increase Mather, pastore protestante e scrittore inglese († 1723)
- 1640 - Abraham Mignon, pittore tedesco († 1679)
- 1650 - Guglielmina Ernestina di Danimarca, principessa danese († 1706)
- 1651 - Guglielmo VII d'Assia-Kassel, nobile tedesco († 1670)
- 1651 - Ortensio Visconti Aicardi, vescovo cattolico italiano († 1725)
- 1656 - Giacomo Falconetti, vescovo cattolico italiano († 1710)
- 1671 - Christian Detlev Reventlow, diplomatico e militare danese († 1738)
- 1676 - Anthony Collins, filosofo inglese († 1729)
- 1676 - Giuseppe Fontana, architetto italiano
- 1685 - Antonio Bernacchi, contralto italiano († 1756)
- 1687 - Francesco Trevisan Suarez, vescovo cattolico italiano († 1769)

## XVIII secolo(31)
- 1703 - Joseph Lieutaud, medico francese († 1780)
- 1704 - Tommaso Perelli, astronomo italiano († 1783)
- 1710 - Serafino Brancone, arcivescovo cattolico italiano († 1774)
- 1712 - Nicolò Antonio Giustinian, vescovo cattolico italiano († 1796)
- 1716 - Pasquale Bini, violinista e compositore italiano († 1770)
- 1727 - Bartolomé Pou, gesuita, grecista e filologo classico spagnolo († 1802)
- 1730 - Motoori Norinaga, scrittore giapponese († 1801)
- 1731 - Vladimir Borisovič Golicyn, ufficiale russo († 1798)
- 1731 - François Joseph Antoine de Hell, politico francese († 1794)
- 1732 - Johann Christoph Friedrich Bach, compositore tedesco († 1795)
- 1741 - Benedetto di Savoia, nobile italiano († 1808)
- 1761 - Karl Lichnowsky, principe e compositore austriaco († 1814)
- 1763 - Pierre-Paul Royer-Collard, politico e filosofo francese († 1845)
- 1764 - William Sidney Smith, ammiraglio inglese († 1840)
- 1766 - Emmanuel de Las Cases, funzionario e storico francese († 1842)
- 1774 - James Patton Preston, politico statunitense († 1843)
- 1776 - Giuseppa di Fürstenberg-Weitra, nobildonna tedesca († 1848)
- 1780 - Thomas Hamilton, IX conte di Haddington, politico scozzese († 1858)
- 1781 - Siméon-Denis Poisson, matematico, fisico e astronomo francese († 1840)
- 1782 - Maria Augusta di Sassonia, principessa sassone († 1863)
- 1784 - Rosario Vincenzo Benza, vescovo cattolico italiano († 1847)
- 1786 - Luigi Provana di Collegno, politico italiano († 1861)
- 1786 - Karl von Reyher, generale prussiano († 1857)
- 1788 - Augusta di Baviera, principessa († 1851)
- 1792 - Ferdinand Christian Baur, teologo tedesco († 1860)
- 1794 - Giuseppe Menditto, vescovo cattolico italiano († 1850)
- 1794 - Abbasqulu ağa Bakıxanov, poeta, scrittore e traduttore azero († 1847)
- 1796 - Luigi Tarisio, collezionista d'arte italiano († 1854)
- 1797 - Wilhelm Küchelbecker, poeta russo († 1846)
- 1800 - Dominik Gmür, politico e militare svizzero († 1867)
- 1800 - Costanza Trotti Bentivoglio, patriota e nobildonna italiana († 1871)

## XIX secolo(180)
- 1801 - Luigi Calamatta, incisore italiano († 1869)
- 1805 - Friedrich Curschmann, compositore tedesco († 1841)
- 1806 - Aniello Coluzzi, chirurgo italiano († 1865)
- 1806 - Luigi Gordigiani, compositore e pianista italiano († 1860)
- 1808 - Bernard Aimé Léonard du Bus de Gisignies, ornitologo, paleontologo e politico belga († 1874)
- 1809 - Santiago Derqui, politico argentino († 1867)
- 1809 - Wilhelm Wolff, sociologo tedesco († 1864)
- 1810 - Luigi Ferrari, scultore italiano († 1894)
- 1811 - Horatio King, politico statunitense († 1897)
- 1812 - Félix Danjou, organista e compositore francese († 1866)
- 1813 - William Edmonstoune Aytoun, avvocato e poeta britannico († 1865)
- 1813 - Fidelis Schabet, pittore e architetto tedesco († 1874)
- 1814 - Charles-Théodore Frère, pittore francese († 1888)
- 1815 - Luigi Scrosati, pittore e decoratore italiano († 1869)
- 1816 - Manuel Minuesa de Lacasa, tipografo e editore spagnolo († 1888)
- 1818 - Ernesto II di Sassonia-Coburgo-Gotha, duca († 1893)
- 1818 - Matteo Negri, militare italiano († 1860)
- 1818 - Richard Wallace, collezionista d'arte, filantropo e politico britannico († 1890)
- 1820 - Alessandro di Prussia, principe e generale prussiano († 1896)
- 1820 - James Orchard Halliwell-Phillipps, bibliografo britannico († 1889)
- 1823 - Jean Chacornac, astronomo francese († 1873)
- 1825 - Thomas Edward Cliffe Leslie, economista e docente irlandese († 1882)
- 1826 - Frederick Hamilton-Temple-Blackwood, politico, diplomatico e scrittore britannico († 1902)
- 1826 - Hugo Staehle, compositore tedesco († 1848)
- 1826 - Angelo Zottoli, gesuita, missionario e latinista italiano († 1902)
- 1827 - Luigi Silvestrelli, politico italiano († 1867)
- 1828 - Giuseppe Bruno, matematico italiano († 1893)
- 1828 - Antonio Curò, ingegnere, alpinista e entomologo italiano († 1906)
- 1828 - Ferdinand André Fouqué, geologo francese († 1904)
- 1830 - Luís Gama, avvocato, giornalista e scrittore brasiliano († 1882)
- 1831 - Ludovico in Baviera, duca († 1920)
- 1831 - Carlotta di Prussia, principessa († 1855)
- 1832 - Thomas Hanbury, filantropo britannico († 1907)
- 1832 - Louise Rayner, pittrice britannica († 1924)
- 1833 - Domenico Morea, storico e presbitero italiano († 1902)
- 1836 - Ahmadu Tall, sovrano († 1897)
- 1836 - Luigi Tripepi, cardinale italiano († 1906)
- 1838 - Aleksej Dmitrievič Butovskij, dirigente sportivo e educatore russo († 1917)
- 1839 - Machado de Assis, scrittore e poeta brasiliano († 1908)
- 1840 - Heinrich Brunner, storico austriaco († 1915)
- 1842 - Luigi Wimmer, patriota e ingegnere italiano († 1883)
- 1845 - Giuseppe Carle, filosofo italiano († 1917)
- 1846 - Marion Adams-Acton, scrittrice e drammaturga britannica († 1928)
- 1846 - Pier Luigi San Donnino, avvocato e politico italiano († 1915)
- 1847 - Luigi Battei, imprenditore, patriota e editore italiano († 1917)
- 1848 - Ugo Angelo Canello, linguista e filologo italiano († 1883)
- 1850 - Enrico Cecchetti, ballerino, coreografo e insegnante italiano († 1928)
- 1851 - Frederick Green, calciatore inglese († 1928)
- 1852 - Luigi Majno, giurista e politico italiano († 1915)
- 1853 - Alfredo Dallolio, generale e politico italiano († 1952)
- 1853 - Peder Vilhelm Jenser Klint, architetto, ingegnere e pittore danese († 1930)
- 1854 - Federico Carbonetti, cantante lirico italiano († 1916)
- 1856 - Friedrich Kluge, filologo e lessicografo tedesco († 1926)
- 1857 - Pëtr Semënovič Baluev, generale russo († 1923)
- 1857 - Luigi Boncompagni Ludovisi, imprenditore e politico italiano († 1928)
- 1858 - Giuseppe Arigò, politico e avvocato italiano († 1908)
- 1858 - Giuseppe De Sanctis, pittore italiano († 1924)
- 1858 - Medardo Rosso, scultore italiano († 1928)
- 1859 - Luigi Vittorio Bertarelli, geografo e speleologo italiano († 1926)
- 1859 - Henry Ossawa Tanner, pittore statunitense († 1937)
- 1859 - August Wolfstieg, scrittore tedesco († 1922)
- 1860 - Angelo Conti, scrittore, storico dell'arte e filosofo italiano († 1930)
- 1860 - Maria Louise Kirk, pittrice e illustratrice statunitense († 1938)
- 1861 - Alexandre Caillot, vescovo cattolico francese († 1957)
- 1861 - Ottavio Palombaro, imprenditore italiano († 1933)
- 1862 - Damrong Rajanubhab, politico, militare e storico siamese († 1943)
- 1862 - Johannes Schlaf, scrittore tedesco († 1941)
- 1863 - Hermann Krukenberg, chirurgo tedesco († 1935)
- 1863 - Ludwig Lange, fisico tedesco († 1936)
- 1863 - Max Wolf, astronomo tedesco († 1932)
- 1864 - Luigi Rossi, avvocato e politico svizzero († 1890)
- 1864 - Heinrich Wölfflin, storico dell'arte svizzero († 1945)
- 1866 - Ruth L. Bennett, attivista statunitense († 1947)
- 1866 - Luigi Comel, pittore italiano († 1934)
- 1866 - Guerrina Fabbri, contralto italiano († 1946)
- 1866 - Edoardo Marconi, artigiano e orologiaio italiano († 1950)
- 1866 - Lena Rice, tennista irlandese († 1907)
- 1866 - Quirico Travaini, vescovo cattolico italiano († 1934)
- 1868 - Edward Chaytor, generale neozelandese († 1939)
- 1868 - Paul Heider, religioso austriaco († 1936)
- 1868 - Alexander Kellas, alpinista e fisiologo scozzese († 1921)
- 1868 - Joseph Villeneuve de Janti, entomologo francese († 1944)
- 1869 - Gaetano Cutore, medico e anatomista italiano († 1955)
- 1869 - Nazarena Majone, religiosa italiana († 1939)
- 1870 - Antonio Dattilo Rubbo, artista e insegnante italiano († 1955)
- 1870 - Clara Immerwahr, chimica tedesca († 1915)
- 1870 - Lodovico Mazzotti, imprenditore italiano († 1933)
- 1870 - Angelo Paino, arcivescovo cattolico italiano († 1967)
- 1871 - Carlo Casanova, pittore e incisore italiano († 1950)
- 1871 - Otto Hasse, generale tedesco († 1942)
- 1872 - Eugen Albrecht, patologo tedesco († 1908)
- 1872 - Luigi Capra, politico italiano († 1951)
- 1872 - Giovanni De Riseis, imprenditore e politico italiano († 1950)
- 1872 - Winter Hall, attore neozelandese († 1947)
- 1872 - Onorato Nicoletti, matematico italiano († 1929)
- 1872 - Mohammad Ali Shah Qajar, persiano († 1925)
- 1873 - Axel Kristensen, tiratore a segno danese († 1952)
- 1874 - Angelo Oliviero Olivetti, politico, politologo e giornalista italiano († 1931)
- 1875 - Hermann Beitzke, patologo tedesco († 1953)
- 1876 - Gaetano Ponte, vulcanologo italiano († 1955)
- 1878 - Angelo Fortunato Formiggini, editore e scrittore italiano († 1938)
- 1878 - Frederick Suerig, canottiere statunitense († 1929)
- 1879 - Umberto Brunelleschi, scenografo e pittore italiano († 1949)
- 1880 - Fabio Mainoni, nuotatore italiano († 1958)
- 1880 - Josiah Stamp, scrittore, economista e banchiere inglese († 1941)
- 1881 - Luigi Castiglione, politico italiano († 1956)
- 1881 - Paul André Doyen, generale francese († 1974)
- 1881 - Lorenzo Ventavoli, politico italiano
- 1882 - Lluís Companys i Jover, politico e avvocato spagnolo († 1940)
- 1882 - Arie de Jong, schermidore olandese († 1966)
- 1882 - Rockwell Kent, pittore e illustratore statunitense († 1971)
- 1882 - Luigi Pintor, giurista e politico italiano († 1925)
- 1883 - Henry Lamb, pittore inglese († 1960)
- 1883 - Sigismondo Martini, architetto e pittore italiano († 1959)
- 1883 - Giuseppe Miraglia, ufficiale, marinaio e aviatore italiano († 1915)
- 1883 - Gino Peressutti, architetto italiano († 1940)
- 1883 - Emil Preetorius, illustratore e scenografo tedesco († 1973)
- 1883 - Richard Remer, marciatore statunitense († 1973)
- 1884 - Claude Auchinleck, generale britannico († 1981)
- 1884 - Gordon Lowe, tennista britannico († 1972)
- 1884 - Giovanni Maimeri, pittore e imprenditore italiano († 1951)
- 1884 - John W. Martin, politico statunitense († 1958)
- 1884 - Fernando Palazzi, romanziere, lessicografo e critico letterario italiano († 1962)
- 1884 - Otto Thomsen, ginnasta e multiplista statunitense († 1926)
- 1885 - Paolo Berardi, generale italiano († 1953)
- 1885 - Giulio Bonnard, compositore italiano († 1972)
- 1885 - Gino Gasperini, magistrato e politico italiano († 1961)
- 1885 - Janusz Jędrzejewicz, politico polacco († 1951)
- 1885 - Heino Kaski, compositore e pianista finlandese († 1957)
- 1885 - Egidio Luigi Lanzo, vescovo cattolico italiano († 1973)
- 1886 - Aldo Bettini, ciclista su strada italiano († 1929)
- 1886 - Otto Nicodemus, calciatore tedesco († 1966)
- 1887 - Norman Levi Bowen, geologo canadese († 1956)
- 1887 - Hastings Lionel Ismay, generale, politico e diplomatico britannico († 1965)
- 1887 - Sejum Mangascià, militare etiope († 1960)
- 1887 - Olga Raphael-Linden, attrice, pittrice e scrittrice svedese († 1967)
- 1888 - Juan Domingo Brown, calciatore argentino († 1931)
- 1889 - Ralph Block, produttore cinematografico e sceneggiatore statunitense († 1974)
- 1889 - Ralph Craig, velocista statunitense († 1972)
- 1889 - Ray Myers, attore e regista statunitense († 1956)
- 1890 - Lewis Brereton, aviatore e generale statunitense († 1967)
- 1890 - Lothar Debes, generale tedesco († 1960)
- 1890 - Frieda Gertrud Riess, fotografa tedesca († 1957)
- 1890 - Urbici Soler i Manonelles, scultore spagnolo († 1953)
- 1890 - Daisy Speranza, tennista francese († 1983)
- 1891 - Memo Benassi, attore italiano († 1957)
- 1891 - Furio Cicogna, imprenditore, dirigente d'azienda e dirigente sportivo italiano († 1975)
- 1891 - Pier Luigi Nervi, ingegnere, imprenditore e architetto italiano († 1979)
- 1891 - Hermann Scherchen, direttore d'orchestra e violinista tedesco († 1966)
- 1891 - Francisco L. Urquizo, generale, scrittore e storico messicano († 1969)
- 1891 - John A. Waldron, sceneggiatore, produttore cinematografico e regista statunitense († 1947)
- 1892 - Willie McStay, calciatore scozzese († 1960)
- 1892 - Reinhold Niebuhr, teologo statunitense († 1971)
- 1892 - Renato Prunas, diplomatico italiano († 1951)
- 1892 - Guido Trento, attore italiano († 1957)
- 1893 - Eugene DeVerdi, attore e stuntman italiano († 1978)
- 1893 - Raul Forti, militare italiano († 1945)
- 1893 - Alois Hába, compositore ceco († 1973)
- 1893 - Henri Piérard, missionario e vescovo cattolico belga († 1975)
- 1894 - Virginia Andreescu Haret, architetta rumena († 1962)
- 1894 - Olinda Bozán, attrice argentina († 1977)
- 1894 - Milward Kennedy, giornalista, scrittore e critico letterario inglese († 1968)
- 1894 - Geremia Re, pittore italiano († 1950)
- 1897 - Franziska zu Hohenlohe-Waldenburg-Schillingsfürst, principessa tedesca († 1989)
- 1897 - Rina Massardi, cantante, attrice e regista italiana († 1979)
- 1897 - Jurij Kondratjuk, ingegnere e matematico sovietico († 1942)
- 1898 - Luigi Frausin, politico e partigiano italiano († 1944)
- 1898 - Edmund Langley Hirst, chimico inglese († 1975)
- 1898 - Aldo Rossi, generale italiano († 1990)
- 1898 - Imre Senkey, calciatore e allenatore di calcio ungherese († 1984)
- 1898 - Jules Thiry, pallanuotista belga († 1931)
- 1899 - Pierluigi Deodato, militare italiano († 1941)
- 1899 - Pavel Haas, compositore ceco († 1944)
- 1899 - Wolfgang Langenbeck, chimico tedesco († 1967)
- 1899 - Otto Müller, lottatore svizzero
- 1900 - Everett Case, allenatore di pallacanestro statunitense († 1966)
- 1900 - Choi Yong-kun, generale e politico nordcoreano († 1976)
- 1900 - Renato De Francesco, generale e funzionario italiano († 1984)
- 1900 - Ermanno Lazzarino, politico, partigiano e medico italiano († 1978)
- 1900 - Wilhelm Schürmann-Horster, attore, drammaturgo e regista tedesco († 1943)

## XX secolo(896)
- 1901 - Pio Chiaruttini, inventore e imprenditore italiano († 1985)
- 1901 - Mario Deluigi, pittore italiano († 1978)
- 1901 - Red Dunn, giocatore di football americano statunitense († 1957)
- 1902 - Antonio Alcázar, calciatore spagnolo († 1966)
- 1902 - Skip James, chitarrista e pianista statunitense († 1969)
- 1902 - Filip Johansson, calciatore svedese († 1976)
- 1902 - Eckart Kehr, storico tedesco († 1933)
- 1902 - Joseph Kesselring, drammaturgo statunitense († 1967)
- 1902 - Vinicio Paladini, architetto e pittore italiano († 1971)
- 1902 - Carlos Schneberger, calciatore cileno († 1973)
- 1903 - Vilmos Dán, calciatore ungherese († 1959)
- 1903 - Hermann Engelhard, mezzofondista e velocista tedesco († 1984)
- 1903 - Al Hirschfeld, artista statunitense († 2003)
- 1903 - Louis Krasner, violinista statunitense († 1995)
- 1903 - Silvio Paolucci, politico italiano († 1986)
- 1903 - Alf Sjöberg, regista e attore svedese († 1980)
- 1903 - Joan Standing, attrice inglese († 1979)
- 1903 - Gino Visentin, calciatore italiano († 1978)
- 1903 - José María Yermo, calciatore, pistard e lunghista spagnolo († 1960)
- 1904 - Mack Gordon, compositore e paroliere statunitense († 1959)
- 1905 - Luigi Barbero, vescovo cattolico italiano († 1971)
- 1905 - Tino Bianchi, attore italiano († 1996)
- 1905 - Marise Ferro, scrittrice, giornalista e saggista italiana († 1991)
- 1905 - Jacques Goddet, giornalista francese († 2000)
- 1905 - Stuart Palmer, scrittore statunitense († 1968)
- 1905 - William H. Parker, poliziotto statunitense († 1966)
- 1905 - Jiří Reitman, pallanuotista cecoslovacco († 1945)
- 1905 - Jean-Paul Sartre, filosofo, scrittore e drammaturgo francese († 1980)
- 1905 - Paolo Zerbino, politico e prefetto italiano († 1945)
- 1906 - Jim Anderson, calciatore nordirlandese († 1966)
- 1906 - Helene Costello, attrice statunitense († 1957)
- 1906 - Nazareno Fonticoli, stilista italiano († 1981)
- 1906 - Vincenzo Licata, poeta italiano († 1996)
- 1906 - Nusch Éluard, modella e artista francese († 1946)
- 1907 - Felice Andreis, fotografo e chimico italiano († 2015)
- 1907 - Auguste Hellemans, calciatore e allenatore di calcio belga († 1992)
- 1907 - Kiriki, calciatore spagnolo († 1965)
- 1907 - Gitta Mallasz, designer e artista ungherese († 1992)
- 1908 - Armando Sabatini, politico italiano († 2003)
- 1909 - Gino Bellotti, calciatore italiano
- 1909 - Remo Bertoni, ciclista su strada italiano († 1973)
- 1909 - André Vandeweyer, calciatore e allenatore di calcio belga († 1992)
- 1910 - Hélène Azenor, pittrice francese († 2010)
- 1910 - Ettore Luccini, docente italiano († 1978)
- 1910 - Gino Nais, militare e aviatore italiano († 1940)
- 1910 - Aleksandr Tvardovskij, poeta sovietico († 1971)
- 1911 - Alessandro Cavriani, marinaio italiano († 1943)
- 1911 - Sergio Duilio Fanali, aviatore e generale italiano († 1987)
- 1911 - Frank Shaughnessy, hockeista su ghiaccio statunitense († 1982)
- 1911 - Karl Silberbauer, militare austriaco († 1972)
- 1912 - Josef Kitzmüller, calciatore austriaco († 1979)
- 1912 - Kazimierz Leski, ingegnere, militare e agente segreto polacco († 2000)
- 1912 - Mary McCarthy, scrittrice statunitense († 1989)
- 1912 - Toni Merkens, pistard tedesco († 1944)
- 1912 - Dante Tassotti, architetto italiano († 1981)
- 1913 - Josef Brinkhues, vescovo vetero-cattolico tedesco († 1995)
- 1913 - Louis Hà Kim Danh, vescovo cattolico vietnamita († 1995)
- 1913 - Bruno Poletti, calciatore italiano
- 1913 - Pier Giuseppe Scarpetta, militare e aviatore italiano († 1942)
- 1913 - Luis Taruc, politico e guerrigliero filippino († 2005)
- 1913 - Giancarlo Vigorelli, critico letterario, giornalista e scrittore italiano († 2005)
- 1914 - Rex Applegate, militare statunitense († 1998)
- 1914 - William Vickrey, economista canadese († 1996)
- 1915 - Jean Bastien, calciatore e allenatore di calcio francese († 1969)
- 1915 - Wilhelm Gliese, astronomo tedesco († 1993)
- 1915 - Jan Lambrichs, ciclista su strada olandese († 1990)
- 1915 - Augusto Olliaro, calciatore italiano
- 1915 - Gamal el-Din Sabri, cestista egiziano
- 1916 - José D'Elía, sindacalista e politico uruguaiano († 2007)
- 1916 - Zdzisław Filipkiewicz, cestista polacco († 1983)
- 1916 - Herbert Friedman, fisico statunitense († 2000)
- 1916 - Kurt Pettersén, lottatore svedese († 1957)
- 1916 - Zoltán Pál Dienes, matematico ungherese († 2014)
- 1916 - Giovanni Sisto, politico italiano († 1994)
- 1917 - Tommy Conlon, attore statunitense († 2000)
- 1917 - Leslie Shepard, archivista, produttore cinematografico e parapsicologo britannico († 2004)
- 1917 - Kurt Welsch, calciatore tedesco († 1981)
- 1918 - Luigi Giambruno, calciatore italiano
- 1918 - James Joll, storico, saggista e biografo britannico († 1994)
- 1918 - Allan Lindberg, astista svedese († 2004)
- 1918 - María Luisa Ponte, attrice spagnola († 1996)
- 1919 - Tsilla Chelton, attrice francese († 2012)
- 1919 - Nelson Gonçalves, cantante, compositore e chitarrista brasiliano († 1998)
- 1919 - Guy Lux, conduttore televisivo francese († 2003)
- 1919 - Antonia Mesina, italiana († 1935)
- 1919 - Vladimir Simagin, scacchista sovietico († 1968)
- 1919 - Paolo Soleri, architetto, scrittore e scultore italiano († 2013)
- 1919 - Sverre Zachariassen, calciatore norvegese († 2002)
- 1920 - Sergio Bianchi, scacchista italiano († 1978)
- 1920 - Enrico Buonafede, compositore e direttore d'orchestra italiano († 1987)
- 1920 - Luciano Codignola, sceneggiatore e drammaturgo italiano († 1986)
- 1920 - Pietro De Logu, critico letterario, saggista e traduttore italiano († 2002)
- 1920 - Ron Lewin, allenatore di calcio e calciatore inglese († 1985)
- 1920 - Marcello Lucini, giornalista e scrittore italiano († 1974)
- 1920 - Yves Robert, attore, sceneggiatore e regista francese († 2002)
- 1920 - Luigi Tinti, partigiano italiano († 1954)
- 1920 - Canzio Vannini, politico italiano († 2001)
- 1920 - Marisa Vernati, attrice e cantante italiana († 1988)
- 1921 - Herschel Baltimore, cestista statunitense († 1968)
- 1921 - Giuseppe Bussi, calciatore e allenatore di calcio italiano († 2018)
- 1921 - Helmut Heissenbüttel, scrittore e poeta tedesco († 1996)
- 1921 - Judy Holliday, attrice statunitense († 1965)
- 1921 - Jane Russell, attrice e modella statunitense († 2011)
- 1921 - Joan Tetzel, attrice statunitense († 1977)
- 1921 - José Valdivieso, calciatore e allenatore di calcio argentino († 1996)
- 1921 - Floyd Volker, cestista statunitense († 1995)
- 1922 - Orazio Bobbi, scultore italiano († 2018)
- 1922 - Maria Luisa Fagioli, scrittrice e traduttrice italiana († 1998)
- 1922 - Joseph Ki-Zerbo, politico e storico burkinabé († 2006)
- 1922 - Joannes Gerardus ter Schure, vescovo cattolico olandese († 2003)
- 1923 - Luciano Alberici, attore teatrale italiano († 1974)
- 1923 - John Compton, attore statunitense († 2015)
- 1923 - Bjørn Paulson, altista norvegese († 2008)
- 1923 - Werner Welzel, calciatore tedesco orientale († 2001)
- 1924 - Aman Mikael Andom, politico e generale etiope († 1974)
- 1924 - Lamberto Bartolucci, generale e aviatore italiano († 2020)
- 1924 - Mario Galbusera, imprenditore italiano († 2018)
- 1924 - Dale Hall, cestista, giocatore di football americano e allenatore di pallacanestro statunitense († 1996)
- 1924 - Pontus Hultén, storico dell'arte svedese († 2006)
- 1924 - Ricardo Infante, calciatore argentino († 2008)
- 1924 - Jean Laplanche, filosofo, psicologo e scrittore francese († 2012)
- 1924 - Marga López, attrice argentina († 2005)
- 1925 - Alastair Cameron, fisico e astronomo canadese († 2005)
- 1925 - Filippo Caria, politico e antifascista italiano († 2015)
- 1925 - Lilio Giannecchini, partigiano italiano († 2014)
- 1925 - Luis Adolfo Siles Salinas, politico boliviano († 2005)
- 1925 - Giovanni Spadolini, politico, storico e giornalista italiano († 1994)
- 1925 - Gerolamo Spezia, partigiano e antifascista italiano († 1944)
- 1925 - Giorgio Spitella, politico italiano († 2001)
- 1925 - Maureen Stapleton, attrice statunitense († 2006)
- 1926 - Robert Ballaman, calciatore svizzero († 2011)
- 1926 - Ettore Capriolo, traduttore e drammaturgo italiano († 2013)
- 1926 - Conrad L. Hall, direttore della fotografia statunitense († 2003)
- 1926 - Toshiro Kageyama, giocatore di go giapponese († 1990)
- 1926 - Luis Alberto del Paranà, cantautore e compositore paraguaiano († 1974)
- 1926 - Lou Ottens, ingegnere olandese († 2021)
- 1926 - Franz Schurmann, sociologo e storico statunitense († 2010)
- 1926 - Kalinka Simanova, cestista bulgara († 2020)
- 1926 - Otto Walzhofer, calciatore e allenatore di calcio austriaco († 2000)
- 1927 - Vasco Puccioni, calciatore italiano († 2004)
- 1927 - Mino Roli, sceneggiatore e regista italiano
- 1928 - Margit Bara, attrice ungherese († 2016)
- 1928 - Anna-Lisa Eriksson, fondista svedese († 2012)
- 1928 - Armando Foschi, politico italiano († 2023)
- 1928 - Wolfgang Haken, matematico tedesco († 2022)
- 1928 - Ron Hewitt, calciatore gallese († 2001)
- 1928 - Fiorella Mari, attrice italiana († 1983)
- 1928 - Judith Raskin, soprano statunitense († 1984)
- 1928 - Clifford Scott, sassofonista e flautista statunitense († 1993)
- 1929 - Traugott Buhre, attore tedesco († 2009)
- 1929 - Chela Castro, attrice argentina († 2014)
- 1929 - Gilbert Garcin, fotografo francese († 2020)
- 1929 - Gottfried Gruben, archeologo tedesco († 2003)
- 1929 - Abd el-Halim Hafez, cantante e attore egiziano († 1977)
- 1929 - Lai Lam-kwong, cestista taiwanese († 2016)
- 1929 - Elda Tattoli, attrice italiana († 2005)
- 1929 - Ying Ruocheng, attore, traduttore e politico cinese († 2003)
- 1930 - Lidia De Federicis, critica letteraria e insegnante italiana († 2011)
- 1930 - Luigi Masperi, calciatore italiano († 2022)
- 1930 - Mike McCormack, giocatore di football americano e allenatore di football americano statunitense († 2013)
- 1930 - Luigi Scanselli, ex calciatore italiano
- 1931 - Hubert Bucher, vescovo cattolico e missionario tedesco († 2021)
- 1931 - Carla Colombo, montatrice italiana († 2023)
- 1931 - Luigi Di Bernardo, militare italiano († 1971)
- 1931 - Sergio Gibello, attore e doppiatore italiano († 2022)
- 1931 - Zlatko Grgić, animatore croato († 1988)
- 1931 - Margaret Heckler, politica e ambasciatrice statunitense († 2018)
- 1931 - Enzo Maiorca, apneista italiano († 2016)
- 1931 - Erik Neutsch, scrittore tedesco († 2013)
- 1931 - Camillo Pennati, poeta e traduttore italiano († 2016)
- 1932 - Eloisa Cianni, attrice e modella italiana († 2022)
- 1932 - Antti Hyvärinen, saltatore con gli sci finlandese († 2009)
- 1932 - Izol'da Vasil'evna Izvickaja, attrice sovietica († 1971)
- 1932 - Cesare Rimini, avvocato, giornalista e scrittore italiano († 2023)
- 1932 - Lalo Schifrin, compositore, arrangiatore e pianista argentino († 2025)
- 1933 - Luigi Corteggi, illustratore, grafico e fumettista italiano († 2018)
- 1933 - Gaetano Gaeta, ex calciatore italiano
- 1933 - Bernie Kopell, attore statunitense
- 1933 - Franco Piavoli, regista cinematografico italiano
- 1934 - Luigi Albertelli, paroliere e autore televisivo italiano († 2021)
- 1934 - Terrence Evans, attore statunitense († 2015)
- 1934 - Ken Matthews, marciatore britannico († 2019)
- 1934 - Frank Nervik, calciatore norvegese († 2020)
- 1934 - Giorgio Tinazzi, calciatore italiano († 2016)
- 1935 - Arthur Ayrault, canottiere statunitense († 1990)
- 1935 - Monte Markham, attore e produttore televisivo statunitense
- 1935 - Françoise Sagan, scrittrice, drammaturga e sceneggiatrice francese († 2004)
- 1935 - Alistair Taylor, manager britannico († 2004)
- 1936 - Giuseppe Mani, arcivescovo cattolico italiano
- 1936 - Bohumil Tomášek, cestista e allenatore di pallacanestro cecoslovacco († 2019)
- 1936 - Luigi Zaimbro, ciclista su strada italiano († 2022)
- 1937 - Tony Bärlund, cestista finlandese († 2016)
- 1937 - John Cannon, pilota automobilistico canadese († 1999)
- 1937 - Alfredo Carnovali, ex pallanuotista argentino
- 1937 - Luis Dogliotti, calciatore uruguaiano († 2017)
- 1937 - Luis Grajeda, cestista messicano († 2019)
- 1937 - John Mueller, docente statunitense
- 1938 - Mihai Albu, cestista e allenatore di pallacanestro rumeno († 2017)
- 1938 - Don Black, paroliere britannico
- 1938 - Dan Burton, politico statunitense
- 1938 - Viktor Krjučkov, attore e regista sovietico
- 1938 - Mario Minieri, ciclista su strada italiano († 2022)
- 1938 - Renato Nicetto, dirigente sportivo italiano († 2017)
- 1939 - Rubén Berríos, politico portoricano
- 1939 - Charles Jencks, architetto del paesaggio statunitense († 2019)
- 1939 - Moulay Idriss Khanoussi, ex calciatore marocchino
- 1939 - Wilfried Klingbiel, ex calciatore tedesco orientale
- 1939 - Luis Segura, cantante dominicano
- 1940 - Jorge Félix Correia, ex calciatore brasiliano
- 1940 - Marco Di Marco, pianista italiano († 2017)
- 1940 - Ferdinando Di Stefano, calciatore italiano († 2019)
- 1940 - Jenny Estrada, giornalista, scrittrice e storica ecuadoriana († 2024)
- 1940 - Mariette Hartley, attrice statunitense
- 1940 - Miguel Loayza, calciatore peruviano († 2017)
- 1940 - Michael Ruse, filosofo britannico († 2024)
- 1940 - Georg Schmid, pastore protestante e teologo svizzero
- 1940 - Ernő Solymosi, calciatore ungherese († 2011)
- 1940 - Notker Wolf, abate e musicista tedesco († 2024)
- 1941 - Roberto Balocco, cantante italiano
- 1941 - Joe Flaherty, attore, doppiatore e conduttore televisivo statunitense († 2024)
- 1941 - Luis García Guido, ex cestista uruguaiano
- 1941 - Liz Mohn, imprenditrice tedesca
- 1941 - Franco Longo, politico italiano († 2001)
- 1941 - Luigi Mezzanotte, attore italiano
- 1941 - Jimmy Rayl, cestista statunitense († 2019)
- 1941 - Chavit Singson, politico filippino
- 1941 - Eduardo Suplicy, politico e economista brasiliano
- 1941 - Hein Verbruggen, dirigente sportivo olandese († 2017)
- 1942 - Seiji Aochi, saltatore con gli sci giapponese († 2008)
- 1942 - Norbert Brunner, vescovo cattolico svizzero
- 1942 - Herbert Dimmeler, ex calciatore svizzero
- 1942 - Marjorie Margolies-Mezvinsky, politica e giornalista statunitense
- 1942 - Carlo Piccardi, musicologo, critico musicale e saggista svizzero
- 1942 - Peter Schetty, pilota automobilistico svizzero
- 1942 - Henry S. Taylor, poeta, traduttore e anglista statunitense
- 1942 - Flaviano Vicentini, ciclista su strada italiano († 2002)
- 1942 - Saverio Zavettieri, politico e sindacalista italiano
- 1943 - Domenico Casati, allenatore di calcio e ex calciatore italiano
- 1943 - Marika Green, attrice svedese
- 1943 - Sonny Hendrawan, ex cestista indonesiano
- 1943 - Luigi Marmiroli, ingegnere italiano
- 1943 - Giuseppe Pallavicini Caffarelli, traduttore e scrittore italiano
- 1943 - Gianni Perrelli, giornalista e scrittore italiano
- 1943 - Ron Webster, ex calciatore inglese
- 1944 - Juan Ignacio Basaguren, ex calciatore messicano
- 1944 - Franco Cordova, ex calciatore italiano
- 1944 - Ray Davies, cantante, cantautore e musicista britannico
- 1944 - Jon Hiseman, batterista britannico († 2018)
- 1944 - Tony Scott, regista, produttore cinematografico e produttore televisivo britannico († 2012)
- 1944 - Luigi Sgarbozza, ex ciclista su strada e giornalista italiano
- 1944 - Corinna Tsopei, modella e attrice greca
- 1945 - Mario Giaccone, ciclista e dirigente sportivo italiano
- 1945 - Maria Luisa Santella, attrice italiana
- 1945 - Adam Zagajewski, poeta, scrittore e saggista polacco († 2021)
- 1945 - Marc Zermati, produttore discografico francese († 2020)
- 1946 - Isidoro Artico, ex calciatore italiano
- 1946 - Roberto Bellinazzi, allenatore di calcio e ex calciatore italiano
- 1946 - Vincenzo Camporini, generale italiano
- 1946 - Vincenzo Casamassima, ex arbitro di pallacanestro italiano
- 1946 - Per Eklund, ex pilota di rally svedese
- 1946 - Xavier Gélin, attore e regista francese († 1999)
- 1946 - Kiril Ivkov, calciatore bulgaro († 2025)
- 1946 - Malcolm Rifkind, politico britannico
- 1946 - Jaroslava Sedláčková, ex ginnasta ceca
- 1946 - Don Sidle, cestista statunitense († 1987)
- 1947 - Renato Albonico, cestista italiano († 2023)
- 1947 - Meredith Baxter, attrice e produttrice televisiva statunitense
- 1947 - Jim Benzelock, ex hockeista su ghiaccio canadese
- 1947 - Shirin Ebadi, avvocato e pacifista iraniana
- 1947 - Claude Gewerc, politico francese († 2024)
- 1947 - Michael Gross, attore statunitense
- 1947 - Pierluigi Magni, arbitro di calcio italiano († 2007)
- 1947 - Wade Phillips, allenatore di football americano statunitense
- 1947 - Francesco Ricchi, autore televisivo italiano
- 1947 - Dana Rohrabacher, politico statunitense
- 1947 - Fernando Savater, filosofo, saggista e romanziere spagnolo
- 1948 - Jovan Aćimović, ex calciatore jugoslavo
- 1948 - Don Airey, tastierista e compositore britannico
- 1948 - Pier Luigi Carta, politico italiano
- 1948 - Philippe Hersant, compositore francese
- 1948 - Greg Hyder, cestista statunitense († 2014)
- 1948 - Raffaello Martinelli, vescovo cattolico italiano
- 1948 - Ian McEwan, scrittore e sceneggiatore britannico
- 1948 - Andrzej Sapkowski, scrittore polacco
- 1948 - Philippe Sarde, compositore francese
- 1948 - Dennis Marion Schnurr, arcivescovo cattolico statunitense
- 1948 - Wolfgang Seel, ex calciatore tedesco
- 1948 - Timothy Wood, ex pattinatore artistico su ghiaccio statunitense
- 1949 - Jim Bacchus, politico e avvocato statunitense
- 1949 - Linda Kasabian, statunitense († 2023)
- 1949 - Stuart Pearson, ex calciatore e allenatore di calcio inglese
- 1949 - Luís Pereira, ex calciatore brasiliano
- 1949 - Stacey Tendeter, attrice britannica († 2008)
- 1949 - Jane Urquhart, scrittrice e poetessa canadese
- 1950 - Luis Obdulio Arroyo Navarro, religioso guatemalteco († 1981)
- 1950 - Anne Carson, poetessa, saggista e traduttrice canadese
- 1950 - Modesto De Silvestro, ex combinatista nordico italiano
- 1950 - Joey Kramer, batterista statunitense
- 1950 - Gérard Lanvin, attore francese
- 1950 - Jacques Lelievre, fumettista e sceneggiatore francese
- 1950 - Ron Low, allenatore di hockey su ghiaccio e ex hockeista su ghiaccio canadese
- 1950 - Carlo Alberto Neri, pianista, direttore d'orchestra e compositore italiano († 2025)
- 1950 - Enn Reitel, attore scozzese
- 1950 - Luigi Sanseverino, allenatore di calcio e ex calciatore italiano
- 1950 - John Paul Young, cantante australiano
- 1951 - Greet Buyle, politica belga
- 1951 - Miguel Ángel Gamboa, ex calciatore cileno
- 1951 - Alan Hudson, ex calciatore inglese
- 1951 - Maristella Lippolis, scrittrice italiana
- 1951 - Nils Lofgren, musicista, cantautore e polistrumentista statunitense
- 1951 - Achille Passoni, politico e sindacalista italiano
- 1951 - Mona-Lisa Pursiainen, velocista finlandese († 2000)
- 1951 - Ed Rotberg, autore di videogiochi statunitense
- 1951 - Vladimir Černyšëv, pallavolista e allenatore di pallavolo sovietico († 2004)
- 1952 - Judith Bingham, compositrice e mezzosoprano britannica
- 1952 - Marcella Detroit, cantante e chitarrista statunitense
- 1952 - Emanuele Dotto, giornalista, conduttore radiofonico e conduttore televisivo italiano
- 1952 - Kōichi Mashimo, regista e animatore giapponese
- 1952 - Enrico Norelli, storico delle religioni italiano
- 1952 - Gregory David Roberts, scrittore australiano
- 1952 - Karen Brucene Smith, modella statunitense
- 1953 - Rubén Alcalá, ex cestista messicano
- 1953 - Marco Bertolini, generale italiano
- 1953 - Benazir Bhutto, politica pakistana († 2007)
- 1953 - Michael Bowen, attore statunitense
- 1953 - Alain Cadec, politico francese
- 1953 - Giuseppe De Giorgi, ammiraglio italiano
- 1953 - Gábor Gergely, tennistavolista ungherese
- 1953 - Augustus Pablo, musicista e produttore discografico giamaicano († 1999)
- 1953 - Alfredo Pelliccioni, ex tiratore a segno sammarinese
- 1953 - Sergio Scaramal, politico italiano
- 1953 - Nada Zrilic, ex pallavolista croata
- 1954 - Steve Breheny, allenatore di pallacanestro e ex cestista australiano
- 1954 - Enrico Indelli, politico italiano
- 1954 - Robert Menasse, scrittore, traduttore e saggista austriaco
- 1954 - Luis Navarro Marfá, presbitero e giurista spagnolo
- 1954 - Mustapha Ourrad, curatore editoriale algerino († 2015)
- 1954 - Robert Pastorelli, attore statunitense († 2004)
- 1955 - Gianfranco Bettin, politico e scrittore italiano
- 1955 - David Marshall Grant, attore, sceneggiatore e produttore televisivo statunitense
- 1955 - Michael Kühnen, politico tedesco († 1991)
- 1955 - Gwede Mantashe, politico e sindacalista sudafricano
- 1955 - Leigh McCloskey, attore e scrittore statunitense
- 1955 - Rachel McLish, attrice e ex culturista statunitense
- 1955 - Juan Carlos Orellana, calciatore cileno († 2022)
- 1955 - Michel Platini, ex calciatore, allenatore di calcio e dirigente sportivo francese
- 1955 - Jay Youngblood, wrestler statunitense († 1985)
- 1955 - Michelle Steel, politica statunitense
- 1955 - Earl Younger, attore britannico
- 1956 - Michail Burcev, schermidore sovietico († 2015)
- 1956 - Ernst Fehr, economista austriaco
- 1956 - Sergio Marchi, scrittore italiano
- 1956 - Roberto Mosquera, allenatore di calcio e ex calciatore peruviano
- 1956 - Thomas James O'Leary, attore e cantante statunitense
- 1956 - Ivan Raimi, sceneggiatore e attore statunitense
- 1956 - Kate Ross, scrittrice statunitense († 1998)
- 1956 - Ljubov' Sirota, poetessa, scrittrice e attivista ucraina
- 1957 - Berkeley Breathed, fumettista, illustratore e sceneggiatore statunitense
- 1957 - Mark Brzezicki, batterista e compositore britannico
- 1957 - Nino D'Angelo, cantautore, attore e regista italiano
- 1957 - Isaac George, attore, comico e personaggio televisivo nigeriano
- 1957 - Tapio Piipponen, ex biatleta finlandese
- 1957 - Vladimir Romanovskij, canoista sovietico († 2013)
- 1957 - Kjell Søbak, ex biatleta norvegese
- 1957 - Luis Antonio Tagle, cardinale e arcivescovo cattolico filippino
- 1958 - Ottavio Celestino, fotografo italiano
- 1958 - Eric Douglas, attore statunitense († 2004)
- 1958 - Maurizio Farnetani, fantino italiano
- 1958 - Jennifer Larmore, mezzosoprano statunitense
- 1958 - Karsken Lippmann, ex nuotatore tedesco
- 1958 - Víctor Montoya, scrittore, giornalista e pedagogo boliviano
- 1958 - Raúl Ormeño, ex calciatore cileno
- 1958 - Gennadij Padalka, cosmonauta russo
- 1958 - Sergej Semënovič Sobjanin, politico russo
- 1959 - Richard Kuuia Baawobr, cardinale e vescovo cattolico ghanese († 2022)
- 1959 - Tom Chambers, ex cestista statunitense
- 1959 - Jorge Guerra, ex cestista e allenatore di pallacanestro brasiliano
- 1959 - Kathy Mattea, artista statunitense
- 1959 - Stefano Mingardo, attore e giocatore di football americano italiano († 2014)
- 1959 - Ugo Moriano, scrittore italiano
- 1959 - Piero Onesti, ex ciclista su strada italiano
- 1959 - Gigi Riva, giornalista e scrittore italiano
- 1959 - Derrick Rowland, ex cestista e allenatore di pallacanestro statunitense
- 1959 - Tshering Yangdon Wangchuck, regina bhutanese
- 1959 - Nimr Baqir al-Nimr, personalità religiosa saudita († 2016)
- 1960 - Ingrīda Amantova, ex slittinista sovietica
- 1960 - Kate Brown, politica statunitense
- 1960 - Karl Erjavec, politico sloveno
- 1960 - Moussa Faki, politico ciadiano
- 1960 - Andreas Knebel, ex velocista tedesco
- 1960 - Philadelpho Menezes, poeta e artista brasiliano († 2000)
- 1960 - Luis Casimiro, allenatore di pallacanestro spagnolo
- 1960 - Fritz Walter, ex calciatore tedesco
- 1961 - Giovanni Agosti, storico dell'arte e critico d'arte italiano
- 1961 - Simone Brahmann, attrice e doppiatrice tedesca
- 1961 - Manu Chao, cantautore spagnolo
- 1961 - Luis de la Fuente, allenatore di calcio e ex calciatore spagnolo
- 1961 - Joko Widodo, politico indonesiano
- 1961 - Sascha Konietzko, cantante e musicista tedesco
- 1961 - Ernesto Magorno, politico italiano
- 1961 - Lamberto Magrini, allenatore di calcio e ex calciatore italiano
- 1961 - Emir Turam, ex cestista turco
- 1961 - Kip Winger, cantante, bassista e chitarrista statunitense
- 1962 - Ljubomir Amiorkov, ex cestista bulgaro
- 1962 - Viktor Coj, cantante, chitarrista e attore sovietico († 1990)
- 1962 - Enzo Concina, allenatore di calcio e ex calciatore italiano
- 1962 - Marc Copage, attore statunitense
- 1962 - Paul Davies-Hale, ex mezzofondista, ex siepista e ex maratoneta britannico
- 1962 - Aitor Esteban, politico, docente e giurista spagnolo
- 1962 - Alain Fostier, ex giocatore di calcio a 5 belga
- 1962 - Yvon Madiot, dirigente sportivo, ex ciclista su strada e ciclocrossista francese
- 1962 - Pipilotti Rist, artista svizzera
- 1962 - Luca Vandi, ex mezzofondista italiano
- 1963 - Kevin Allen, ex giocatore di football americano statunitense
- 1963 - Gōshō Aoyama, fumettista giapponese
- 1963 - Mike Brittain, cestista statunitense († 1995)
- 1963 - Romi Ferretti, bassista italiano
- 1963 - Franco Manes, politico italiano
- 1963 - Dario Marianelli, compositore italiano
- 1963 - Rene Medvešek, attore croato
- 1963 - Jan Pinkava, animatore, regista e sceneggiatore ceco
- 1963 - Nir Rechlis, ex cestista israeliano
- 1963 - Mike Sherrard, ex giocatore di football americano statunitense
- 1964 - Patrice Bailly-Salins, biatleta francese
- 1964 - Gregorio Gitti, politico e avvocato italiano
- 1964 - Oleg Kononenko, cosmonauta russo
- 1964 - Jurij Kruppa, scacchista ucraino
- 1964 - Isabella Leoni, regista italiana
- 1964 - Patrick Lowie, scrittore, editore e regista belga
- 1964 - David Morrissey, attore, regista e produttore cinematografico inglese
- 1964 - Valerij Nevjerov, scacchista ucraino
- 1964 - Kiyoshi Ōkuma, ex calciatore e allenatore di calcio giapponese
- 1964 - Josh Pais, attore statunitense
- 1964 - Dīmītrīs Papaïōannou, coreografo greco
- 1964 - Marcel Rohner, bobbista svizzero
- 1964 - Dean Saunders, ex calciatore e allenatore di calcio gallese
- 1964 - Doug Savant, attore statunitense
- 1964 - Adrian van Hooydonk, designer olandese
- 1964 - Luis Villamayor, ex giocatore di calcio a 5 paraguaiano
- 1965 - François Baroin, politico francese
- 1965 - Ugo Boggi, medico italiano
- 1965 - Sonique, cantante e disc jockey britannica
- 1965 - Volker Hinkel, musicista e cantante tedesco
- 1965 - Ewen McKenzie, ex rugbista a 15 e allenatore di rugby a 15 australiano
- 1965 - Steve Niles, scrittore statunitense
- 1965 - Lana e Lilly Wachowski, regista, sceneggiatrice e produttrice cinematografica statunitense
- 1965 - Yang Liwei, ex astronauta cinese
- 1966 - Lucas Alcaraz, allenatore di calcio spagnolo
- 1966 - Arija Bareikis, attrice statunitense
- 1966 - Gretchen Carlson, conduttrice televisiva e ex modella statunitense
- 1966 - Luis Flor, ex giocatore di calcio a 5 paraguaiano
- 1966 - Luca Gelfi, ciclista su strada italiano († 2009)
- 1966 - Katsuo Kanda, ex calciatore giapponese
- 1966 - Guillermo Sanguinetti, allenatore di calcio e ex calciatore uruguaiano
- 1966 - Beate Schramm, ex canottiera tedesca
- 1966 - Pierre Thorsson, ex pallamanista svedese
- 1966 - Anna Villani, ex maratoneta italiana
- 1966 - David Williams, ex giocatore di football americano statunitense
- 1967 - Walter Arencibia, scacchista cubano
- 1967 - Bomb the Bass, disc-jockey e produttore discografico inglese
- 1967 - Jim Breuer, comico e attore statunitense
- 1967 - Derrick Coleman, ex cestista statunitense
- 1967 - Paola Dal Corso, ex cestista italiana
- 1967 - Raffaella Del Vinaccio, ex pattinatrice artistica a rotelle italiana
- 1967 - Oscar Magri, ex calciatore maltese
- 1967 - Elisabeth Maxwald, sciatrice austriaca († 2013)
- 1967 - Pierre Omidyar, imprenditore iraniano
- 1967 - Carrie Preston, attrice e regista statunitense
- 1967 - Vincenzo Salamon, ex cestista italiano
- 1967 - Stefano Sanderra, allenatore di calcio italiano
- 1967 - Yingluck Shinawatra, politica e dirigente d'azienda thailandese
- 1968 - Helle Bjerregaard, ex calciatrice danese
- 1968 - Philippe Buttani, astronomo francese
- 1968 - Tore André Dahlum, allenatore di calcio e ex calciatore norvegese
- 1968 - Brandon Douglas, attore statunitense
- 1968 - Chris Gueffroy, tedesco († 1989)
- 1968 - Gennaro Migliore, politico italiano
- 1968 - Kamil Mingazow, ex calciatore turkmeno
- 1968 - Sebastian Niemann, regista e sceneggiatore tedesco
- 1969 - Dibakar Banerjee, regista e sceneggiatore indiano
- 1969 - Harun Isa, ex calciatore albanese
- 1969 - Rossana Morabito, ex velocista e mezzofondista italiana
- 1969 - Gabriella Paruzzi, ex fondista italiana
- 1969 - Ernesto Maria Ruffini, avvocato italiano
- 1970 - Brian Davis, ex cestista statunitense
- 1970 - Hans Peter Doskozil, politico austriaco
- 1970 - Mickie Krause, cantante tedesco
- 1970 - Hadja Lahbib, politica e giornalista belga
- 1970 - Marek Poštulka, ex calciatore ceco
- 1970 - Mohamed Rahem, ex calciatore algerino
- 1970 - Pete Rock, disc jockey, produttore discografico e rapper statunitense
- 1970 - Olen Steinhauer, scrittore e sceneggiatore statunitense
- 1971 - Pedro Alonso, attore e scrittore spagnolo
- 1971 - Cori Bartel, giocatrice di curling canadese
- 1971 - Massimo Boscatto, ex tennista italiano
- 1971 - Lloyd Chitembwe, allenatore di calcio e ex calciatore zimbabwese
- 1971 - Adam Confoy, ex giocatore di calcio a 5 australiano
- 1971 - Ítalo Díaz, ex calciatore cileno
- 1971 - Tyronne Drakeford, ex giocatore di football americano statunitense
- 1971 - Paweł Holc, ex calciatore polacco
- 1971 - Elisabeth Knechtl, schermitrice austriaca
- 1971 - Aitor Larrazabal, allenatore di calcio e ex calciatore spagnolo
- 1971 - Faryd Mondragón, ex calciatore colombiano
- 1971 - Slaven Musa, allenatore di calcio e ex calciatore croato
- 1971 - Davide Olivares, allenatore di calcio e ex calciatore italiano
- 1971 - Anette Olzon, cantante svedese
- 1971 - Jeffrey Ricciardi, ex hockeista su ghiaccio canadese
- 1971 - Pierre Roland Saint-Jean, allenatore di calcio e ex calciatore haitiano
- 1972 - Benjamin Byron Davis, attore statunitense
- 1972 - Serena Daolio, soprano italiano
- 1972 - Neil Doak, crickettista, rugbista a 15 e allenatore di rugby a 15 irlandese
- 1972 - Corrado Miglietta, ex pallamanista italiano
- 1972 - Billy Milner, ex giocatore di football americano statunitense
- 1972 - Allison Moorer, cantautrice e musicista statunitense
- 1972 - Antonio Piromalli, mafioso italiano
- 1972 - Heinrich Rupp, ex sciatore alpino svizzero
- 1972 - Serhat Tutumluer, attore turco
- 1973 - Alessandro Fattori, ex sciatore alpino italiano
- 1973 - Oliver Fix, ex canoista tedesco
- 1973 - Sulim Jamadaev, militare russo († 2009)
- 1973 - Juliette Lewis, attrice e cantante statunitense
- 1973 - Vīts Rimkus, ex calciatore lettone
- 1973 - Zuzana Čaputová, politica e attivista slovacca
- 1973 - Ceyhun Tanrıverdiyev, ex calciatore azero
- 1973 - Peter Thorne, ex calciatore inglese
- 1973 - Frank Vogel, allenatore di pallacanestro statunitense
- 1973 - Fedja van Huêt, attore olandese
- 1974 - Antonino Bernardini, dirigente sportivo, allenatore di calcio e ex calciatore italiano
- 1974 - Davide Bombardini, ex calciatore italiano
- 1974 - Gastón Córdoba, ex calciatore argentino
- 1974 - Dario Damiani, politico italiano
- 1974 - Hrisimir Dimitrov, ex cestista bulgaro
- 1974 - Natasha Beaumont, attrice australiana
- 1974 - Xhevahir Kapllani, allenatore di calcio e ex calciatore albanese
- 1974 - Goran Krstonošić, pallanuotista serbo
- 1974 - Flavio Roma, allenatore di calcio e ex calciatore italiano
- 1974 - Maggie Siff, attrice statunitense
- 1974 - Hitoshi Uematsu, ex pattinatore di short track giapponese
- 1974 - Christophe Van Garsse, ex tennista belga
- 1975 - Jacopo Balestri, ex calciatore italiano
- 1975 - Isabelle Blais, attrice e cantante canadese
- 1975 - Andrei Dolineaschi, politico rumeno
- 1975 - Uliks Kotrri, procuratore sportivo e ex calciatore albanese
- 1975 - Sherraine Schalm, schermitrice canadese
- 1975 - Brian Simmons, ex giocatore di football americano statunitense
- 1976 - René Aufhauser, allenatore di calcio e ex calciatore austriaco
- 1976 - Björn Bach, canoista tedesco
- 1976 - Jarle Bernhoft, cantante norvegese
- 1976 - Celestino Caballero, pugile panamense
- 1976 - Antonio Cochran, ex giocatore di football americano statunitense
- 1976 - Nathan Darrow, attore statunitense
- 1976 - Davi Alves Rodrigues, ex giocatore di calcio a 5 brasiliano
- 1976 - Trajan Djankov, calciatore bulgaro († 2016)
- 1976 - Mike Einziger, musicista statunitense
- 1976 - Syed Hassan, ex calciatore britannico
- 1976 - Jalmari Helander, regista e sceneggiatore finlandese
- 1976 - Miroslav Karhan, allenatore di calcio e ex calciatore slovacco
- 1976 - Aaron Lazar, attore e cantante statunitense
- 1976 - Sebastião Marcos Barbosa Oliveira, ex calciatore brasiliano
- 1976 - Cheryl Pounder, hockeista su ghiaccio canadese
- 1976 - Dan Scanlon, animatore e regista statunitense
- 1977 - Saheb Al-Abdulla, ex calciatore saudita
- 1977 - Patch Darragh, attore statunitense
- 1977 - Angelo Furlan, ex ciclista su strada italiano
- 1977 - Rémi Giuitta, allenatore di pallacanestro francese
- 1977 - Jochen Hecht, ex hockeista su ghiaccio tedesco
- 1977 - Denilson Manzali, giocatore di calcio a 5 brasiliano
- 1977 - Valentina Pace, attrice italiana
- 1977 - Sarah Slean, cantautrice canadese
- 1977 - Al Wilson, ex giocatore di football americano statunitense
- 1978 - Rim'K, rapper francese
- 1978 - Andreea Bănică, cantante e ballerina rumena
- 1978 - Magali Carrier, schermitrice francese
- 1978 - Ignacio Corleto, ex rugbista a 15 argentino
- 1978 - Erica Durance, attrice canadese
- 1978 - Matt Kuchar, golfista statunitense
- 1978 - Cristiano Lupatelli, allenatore di calcio e ex calciatore italiano
- 1978 - Gervase Markham, programmatore britannico († 2018)
- 1978 - Dejan Ognjanović, ex calciatore montenegrino
- 1978 - Missy Rayder, supermodella statunitense
- 1978 - Luis Swisher, ex calciatore guatemalteco
- 1978 - Darko Tuševljaković, scrittore e traduttore serbo
- 1978 - Tony Williams, ex cestista statunitense
- 1978 - Loren Woods, ex cestista statunitense
- 1979 - Irene Ferrari, ex calciatrice italiana
- 1979 - Annett Fleischer, attrice, conduttrice televisiva e modella tedesca
- 1979 - Yūko Fueki, attrice e cantante giapponese
- 1979 - Kōstas Katsouranīs, dirigente sportivo e ex calciatore greco
- 1979 - Maleagi Ngarizemo, ex calciatore namibiano
- 1979 - Chris Pratt, attore statunitense
- 1979 - Ornit Shwartz, ex cestista israeliana
- 1979 - Robert Sidoli, ex rugbista a 15 gallese
- 1980 - Luca Anania, allenatore di calcio e ex calciatore italiano
- 1980 - Lucie Blahůšková, ex cestista ceca
- 1980 - Branko Bošković, ex calciatore montenegrino
- 1980 - Martin Horáček, ex calciatore ceco
- 1980 - Richard Jefferson, ex cestista statunitense
- 1980 - Wanuri Kahiu, regista keniota
- 1980 - Preeya Kalidas, attrice e cantante britannica
- 1980 - Federico Kammerichs, ex cestista argentino
- 1980 - Lucia Kimani, maratoneta keniota
- 1980 - Silvina Luna, attrice televisiva argentina († 2023)
- 1980 - Tariq Spezie, ex calciatore spagnolo
- 1980 - Gari Uranga, ex calciatore spagnolo
- 1980 - Gérard de Rooy, pilota di rally olandese
- 1980 - Barış Özcan, ex cestista turco
- 1981 - Mishael Abbott, pilota automobilistica statunitense
- 1981 - An Qi, ex calciatore cinese
- 1981 - Nicola Correia-Damude, attrice e doppiatrice canadese
- 1981 - Brandon Flowers, cantante e musicista statunitense
- 1981 - Kim Sa-nee, pallavolista sudcoreana
- 1981 - Blake Lewis, cantante statunitense
- 1981 - Cindy Lima, ex cestista spagnola
- 1981 - Reggie Love, politico, funzionario e ex cestista statunitense
- 1981 - Christian Montanari, pilota automobilistico sammarinese
- 1981 - İbrahim Öztürk, ex calciatore turco
- 1981 - Miguel Riffo, allenatore di calcio e ex calciatore cileno
- 1981 - Cristina Rus, cantante, ballerina e modella rumena
- 1981 - Daniela Russo, ex pallamanista italiana
- 1981 - Luis Villafañe, ex cestista portoricano
- 1981 - Brad Walker, astista statunitense
- 1982 - Roman Adamov, ex calciatore russo
- 1982 - Danny Buijs, allenatore di calcio e ex calciatore olandese
- 1982 - William, principe del Galles, principe britannico
- 1982 - Amisha Carter, ex cestista statunitense
- 1982 - Andrey Fïnonçenko, allenatore di calcio e ex calciatore kazako
- 1982 - David Perkins, ex calciatore inglese
- 1982 - Andrea Rock, conduttore radiofonico, personaggio televisivo e musicista italiano
- 1982 - Jussie Smollett, attore e cantante statunitense
- 1982 - Valerij Sokolenko, calciatore ucraino
- 1982 - Benjamin Walker, attore statunitense
- 1983 - Jordan Brady, ex cestista e allenatore di pallacanestro statunitense
- 1983 - Alessandro Franceschini, pallavolista italiano
- 1983 - Eduardo Hernández-Sonseca, ex cestista spagnolo
- 1983 - Lorenzo Illuzzi, ex arbitro di calcio italiano
- 1983 - Yūya Ishii, regista, sceneggiatore e editore giapponese
- 1983 - Michael Malarkey, attore e compositore statunitense
- 1983 - Carlota Olcina, attrice, ballerina e modella spagnola
- 1983 - Ronnie Price, ex cestista statunitense
- 1983 - Bjørn Helge Riise, ex calciatore norvegese
- 1983 - Edward Snowden, informatico e attivista statunitense
- 1984 - Alicia Alighatti, ex attrice pornografica statunitense
- 1984 - Milton Barros, ex cestista angolano
- 1984 - Radka Brožková, orientista ceca
- 1984 - Pape Diakhaté, allenatore di calcio e ex calciatore senegalese
- 1984 - Dragan Gajić, ex pallamanista sloveno
- 1984 - Boris Giltburg, pianista israeliano
- 1984 - Eric Hoffmann, ex calciatore lussemburghese
- 1984 - Gadeer Mreeh, politica e giornalista palestinese
- 1984 - Valentina Lanzieri, ex calciatrice italiana
- 1984 - Shiv Pandit, attore indiano
- 1984 - Michael Quiñónez, calciatore ecuadoriano
- 1984 - Erick Silva, artista marziale misto brasiliano
- 1984 - Zabit Səmədov, kickboxer azero
- 1984 - Nelson, regista e sceneggiatore indiano
- 1985 - Kris Allen, cantautore e musicista statunitense
- 1985 - Faed Arsène, ex calciatore malgascio
- 1985 - Grzegorz Bartczak, ex calciatore polacco
- 1985 - Amel Bent, cantante e attrice francese
- 1985 - Kazuhiko Chiba, calciatore giapponese
- 1985 - Shonda Cole, ex pallavolista statunitense
- 1985 - Lee Croft, ex calciatore inglese
- 1985 - Sunna Davíðsdóttir, artista marziale misto e kickboxer islandese
- 1985 - Inés Efron, attrice argentina
- 1985 - Sentayehu Ejigu, mezzofondista etiope
- 1985 - Lana Del Rey, cantautrice e poetessa statunitense
- 1985 - Yūsuke Hatanaka, ciclista su strada giapponese
- 1985 - Bledar Hodo, allenatore di calcio e ex calciatore albanese
- 1985 - Alexandre Raineau, calciatore francese
- 1985 - Daniel Schnyder, ex hockeista su ghiaccio svizzero
- 1985 - Brett Swain, giocatore di football americano statunitense
- 1985 - Anthony Terras, tiratore a volo francese
- 1985 - Joosep Toome, ex cestista e allenatore di pallacanestro estone
- 1986 - Andrea Cinciarini, cestista italiano
- 1986 - Bruno Coutinho, ex calciatore brasiliano
- 1986 - Duško Dukić, ex calciatore serbo
- 1986 - Thomas Gamiette, calciatore francese
- 1986 - Shota Grigalashvili, ex calciatore georgiano
- 1986 - Martin Grothkopp, bobbista e ex velocista tedesco
- 1986 - Nadine Horchler, ex biatleta tedesca
- 1986 - Sjarhej Kancavy, allenatore di calcio e ex calciatore bielorusso
- 1986 - Jean-Eudes Maurice, ex calciatore francese
- 1986 - Darío Ocampo, ex calciatore argentino
- 1986 - Rayo, ex calciatore spagnolo
- 1986 - Miroslav Rõškevitš, calciatore estone
- 1986 - Lorena Sanchez, ex attrice pornografica statunitense
- 1986 - Cheik Tioté, calciatore ivoriano († 2017)
- 1986 - Emmanuel Yezzoat, ex calciatore centrafricano
- 1986 - Jakub Zalewski, cestista polacco
- 1986 - Verdiana Zangaro, cantante italiana
- 1987 - Pablo Barrera, calciatore messicano
- 1987 - Khatia Buniatishvili, pianista georgiana
- 1987 - Francesco De Rose, calciatore italiano
- 1987 - Anthony Goods, ex cestista statunitense
- 1987 - Letroy Guion, giocatore di football americano statunitense
- 1987 - Pat Harrigan, politico statunitense
- 1987 - Garry Kenneth, calciatore scozzese
- 1987 - Kim Ryeo-wook, cantante, attore e compositore sudcoreano
- 1987 - Kevin Palmer, ex cestista statunitense
- 1987 - Sebastian Prödl, ex calciatore austriaco
- 1987 - Miguel Ángel Reyes Varela, tennista messicano
- 1987 - Luis Rivera, lunghista messicano
- 1987 - Aoi Teshima, cantante e doppiatrice giapponese
- 1987 - Jovana Vesović, pallavolista serba
- 1988 - Andrea Di Fulvio, ex pallanuotista italiano
- 1988 - Beatrice Egli, cantante svizzera
- 1988 - Malcolm Grant, ex cestista statunitense
- 1988 - Nizar Khalfan, calciatore tanzaniano
- 1988 - Claudia Knack, pentatleta tedesca
- 1988 - Sanaz Marand, tennista statunitense
- 1988 - Mika Ojala, ex calciatore finlandese
- 1988 - Irene Pusterla, ex lunghista e triplista svizzera
- 1988 - Alejandro Ramírez, scacchista costaricano
- 1988 - Trevor Reekers, doppiatore e musicista olandese
- 1988 - Cristian Romaniello, politico e psicologo italiano
- 1988 - Erik Rush, cestista statunitense
- 1988 - Zdeněk Šmejkal, calciatore ceco
- 1988 - Mihret Topčagić, calciatore bosniaco
- 1988 - Paolo Tornaghi, ex calciatore italiano
- 1988 - Giuseppe Torromino, calciatore italiano
- 1988 - Isaac Vorsah, ex calciatore ghanese
- 1988 - Thaddeus Young, cestista statunitense
- 1989 - Jamar Abrams, cestista statunitense
- 1989 - Raheleh Asemani, taekwondoka belga
- 1989 - Rodrigo Burgos, calciatore paraguaiano
- 1989 - Thomas Edgar, pallavolista australiano
- 1989 - Enrico Garozzo, schermidore italiano
- 1989 - Demonte Harper, cestista statunitense
- 1989 - Devoe Joseph, cestista canadese
- 1989 - Abubaker Kaki, mezzofondista sudanese
- 1989 - Benjamin Lischka, cestista tedesco
- 1989 - Karim Nizigiyimana, calciatore burundese
- 1989 - Marco Sarracino, politico italiano
- 1989 - Patrick Schönfeld, ex calciatore tedesco
- 1989 - Bəxtiyar Soltanov, ex calciatore azero
- 1989 - Eial Strahman, ex calciatore argentino
- 1989 - Stefan Unterkofler, ex hockeista su ghiaccio italiano
- 1989 - Jascha Washington, attore statunitense
- 1989 - Yasir Hanapi, calciatore singaporiano
- 1990 - Estefanía Banini, calciatrice argentina
- 1990 - Ričardas Berankis, tennista lituano
- 1990 - Maksym Bilyj, ex calciatore ucraino
- 1990 - Duşan Çantekin, cestista serbo
- 1990 - Sean Chiplock, doppiatore statunitense
- 1990 - Yüsra Geyik, attrice turca
- 1990 - Go Sung-hee, attrice sudcoreana
- 1990 - JaMychal Green, cestista statunitense
- 1990 - Miriam Gössner, ex biatleta e fondista tedesca
- 1990 - Chad Ho, ex nuotatore sudafricano
- 1990 - Jakob Johansson, ex calciatore svedese
- 1990 - François Moubandje, ex calciatore camerunese
- 1990 - Mahamadou N'Diaye, calciatore senegalese
- 1990 - Håvard Nordtveit, ex calciatore norvegese
- 1990 - Alex Oriakhi, ex cestista statunitense
- 1990 - Sandra Perković Elkasević, discobola e pesista croata
- 1990 - Michael Snaer, ex cestista statunitense
- 1990 - Cheick Soumaoro, cestista maliano
- 1990 - Kasumi Suzuki, cantante e attrice giapponese
- 1990 - Goran Tomašević, pallanuotista australiano
- 1990 - Marc Trasolini, ex cestista canadese
- 1990 - Scott Wood, ex cestista statunitense
- 1990 - Paweł Zatorski, pallavolista polacco
- 1990 - Zhao Shuang, ex cestista cinese
- 1991 - Josh Andrews, giocatore di football americano statunitense
- 1991 - Jake Ball, rugbista a 15 britannico
- 1991 - Fakhreddine Ben Youssef, calciatore tunisino
- 1991 - Kévin Boli, calciatore francese
- 1991 - Taccjana Chaladovič, giavellottista bielorussa
- 1991 - Tyler Childers, cantautore statunitense
- 1991 - Brice Dahité, calciatore francese
- 1991 - Samuel Deguara, cestista maltese
- 1991 - Ansumane Faty, calciatore guineense
- 1991 - Arnas Fedaravicius, attore lituano
- 1991 - Ricky van Haaren, ex calciatore olandese
- 1991 - Georgina Hagen, attrice inglese
- 1991 - Gaël Kakuta, calciatore francese
- 1991 - Min, cantante, attrice e modella sudcoreana
- 1991 - Revaz Nadareishvili, lottatore georgiano
- 1991 - Pablo Nascimento Castro, calciatore brasiliano
- 1991 - Stefano Piva, hockeista su ghiaccio italiano
- 1991 - Jonathan Richard, calciatore olandese
- 1991 - Vincenzo Serpico, canottiere italiano
- 1991 - Faysal Shayesteh, calciatore afghano
- 1991 - Luka Tankulić, calciatore tedesco
- 1991 - Jeremy Tyler, cestista statunitense
- 1991 - Andrea del Río, attrice spagnola
- 1992 - Lucy Ayoub, conduttrice televisiva e poetessa israeliana
- 1992 - Rafinha, calciatore brasiliano
- 1992 - Edmunds Dukulis, ex cestista lettone
- 1992 - Welthon Fiel Sampaio, calciatore brasiliano
- 1992 - Taariq Fielies, calciatore sudafricano
- 1992 - Al'bert Gaun, taekwondoka russo
- 1992 - Spas Georgiev, calciatore bulgaro
- 1992 - José Ángel Jurado, calciatore spagnolo
- 1992 - Mitra Kaislaranta, cantante finlandese
- 1992 - Sacha Petshi, calciatore francese
- 1992 - Vjačeslav Podberëzkin, calciatore russo
- 1992 - Filip Rajevac, calciatore serbo
- 1992 - Max Schneider, cantante, ballerino e attore statunitense
- 1992 - Irene Schouten, ex pattinatrice di velocità su ghiaccio olandese
- 1992 - Amadou Soukouna, calciatore francese
- 1992 - Anja Sønstevold, ex calciatrice norvegese
- 1992 - Taleb Tawatha, ex calciatore israeliano
- 1993 - Daniele Albergati, pallavolista italiano
- 1993 - Caroline Brasch Nielsen, modella danese
- 1993 - Martina Carraro, nuotatrice italiana
- 1993 - Two Feet, cantante e produttore discografico statunitense
- 1993 - Dylan Groenewegen, ciclista su strada olandese
- 1993 - Sebastian Jakubiak, calciatore tedesco
- 1993 - Erik Janža, calciatore sloveno
- 1993 - Luis Loroña, calciatore messicano
- 1993 - Roben Nsue, calciatore equatoguineano
- 1993 - Matej Palčič, ex calciatore sloveno
- 1993 - Reni Takagi, cantante, attrice e modella giapponese
- 1993 - Luca Verna, calciatore italiano
- 1993 - Zhang Yaoguang, lunghista cinese
- 1993 - Sinem Ünsal, attrice turca
- 1994 - Eric Ensing, ex pallavolista statunitense
- 1994 - Başak Eraydın, tennista turca
- 1994 - Dmytro Fatjejev, calciatore ucraino
- 1994 - Evans Kangwa, calciatore zambiano
- 1994 - Corey Kent, cantante statunitense
- 1994 - Chisato Okai, cantante giapponese
- 1994 - Benjamin Patch, pallavolista statunitense
- 1994 - Laure Sansus, rugbista a 15 francese
- 1994 - Yonas Seleman, calciatore eritreo
- 1994 - Tonny Trocha, cestista colombiano
- 1995 - Elia Benedettini, calciatore sammarinese
- 1995 - Boa, wrestler cinese
- 1995 - Ben Broeders, astista belga
- 1995 - Walter González, calciatore paraguaiano
- 1995 - Nick Hornsby, cestista statunitense
- 1995 - Jesper Karlström, calciatore svedese
- 1995 - Bryan Nouvier, calciatore francese
- 1995 - Beatriz Ortiz, pallanuotista spagnola
- 1995 - Arona Sané, calciatore senegalese
- 1995 - Azariah Stahl, pallavolista statunitense
- 1995 - Hannah Tapp, pallavolista statunitense
- 1995 - Paige Tapp, ex pallavolista statunitense
- 1995 - Darko Velkoski, calciatore macedone
- 1995 - Chris Walley, attore irlandese
- 1995 - Derek Willis, cestista statunitense
- 1996 - Liam Adcock, lunghista australiano
- 1996 - Accursio Bentivegna, calciatore italiano
- 1996 - Irineu Esteve, fondista andorrano
- 1996 - Paul Iacob, calciatore rumeno
- 1996 - Ivan Jukić, calciatore bosniaco
- 1996 - Samuel Kargel, giocatore di football americano tedesco
- 1996 - Léa Lemare, saltatrice con gli sci francese
- 1996 - Lucas Miedler, tennista austriaco
- 1996 - Alfredo Morelos, calciatore colombiano
- 1996 - Faridi Mussa, calciatore tanzaniano
- 1996 - Andrei Radu, calciatore rumeno
- 1996 - Marko Roganović, calciatore montenegrino
- 1996 - Scottie Scheffler, golfista statunitense
- 1996 - David Sossenheimer, pallavolista tedesco
- 1996 - Kōnstantinos Sōtīriou, calciatore cipriota
- 1996 - Zach Thomas, cestista statunitense
- 1997 - Rebecca Black, cantante statunitense
- 1997 - Cecilia Castro Burgos, taekwondoka spagnola
- 1997 - Zach Copeland, cestista statunitense
- 1997 - Rowan Coultas, ex snowboarder britannico
- 1997 - L Devine, cantante e cantautrice britannica
- 1997 - Artem Dovbyk, calciatore ucraino
- 1997 - Darcy Graham, rugbista a 15 britannico
- 1997 - Ferdinand Habsburg, pilota automobilistico austriaco
- 1997 - Yohann Magnin, calciatore francese
- 1997 - Anthony Polite, cestista svizzero
- 1998 - Isabel Atkin, sciatrice freestyle britannica
- 1998 - Aaron Cheminingwa, mezzofondista keniano
- 1998 - Alberto Greco, hockeista su pista italiano
- 1998 - Julio Foolio, rapper statunitense († 2024)
- 1998 - Nurkozha Kaipanov, lottatore kazako
- 1998 - Evgenij Latyšonok, calciatore russo
- 1998 - Kristoffer Syvertsen, ex giocatore di calcio a 5 e calciatore norvegese
- 1998 - Yūgo Tatsuta, calciatore giapponese
- 1998 - Gerben Thijssen, ciclista su strada e pistard belga
- 1999 - Niamh Charles, calciatrice inglese
- 1999 - Reko Silva, calciatore portoghese
- 1999 - Brayan Hurtado, calciatore venezuelano
- 1999 - Justin Jaworski, cestista statunitense
- 1999 - Gregory Junior, giocatore di football americano statunitense
- 1999 - Weronika Kaleta, fondista polacca
- 1999 - Milad Karimi, ginnasta kazako
- 1999 - Boy Kemper, calciatore olandese
- 1999 - Veronika Voráčková, cestista ceca
- 2000 - Natalie Alyn Lind, attrice statunitense
- 2000 - Rae Burrell, cestista statunitense
- 2000 - Florian Danho, calciatore francese
- 2000 - Valentin Gendrey, calciatore francese
- 2000 - Roy Herman, calciatore israeliano
- 2000 - Iker Kortajarena, calciatore spagnolo
- 2000 - Ángel Márquez, calciatore messicano
- 2000 - Kamil Piątkowski, calciatore polacco
- 2000 - Dante Polvara, calciatore statunitense
- 2000 - Nikola Sibiak, pistard polacca

## XXI secolo(32)
- 2001 - Telmo Arcanjo, calciatore portoghese
- 2001 - João Carlos Barros Lopes, calciatore brasiliano
- 2001 - Inès Belloumou, calciatrice francese
- 2001 - Chung Jae-won, pattinatore di velocità su ghiaccio sudcoreano
- 2001 - Azarías Londoño, calciatore panamense
- 2001 - Jonna Malmgren, lottatrice svedese
- 2001 - Diego Moreno, calciatore spagnolo
- 2001 - Dimitrije Petronijević, calciatore serbo
- 2001 - Rubens Antonio Dias, calciatore brasiliano
- 2001 - Jeakson Singh, calciatore indiano
- 2001 - Julija Vasilevič, cestista bielorussa
- 2001 - Otto Virtanen, tennista finlandese
- 2001 - Eleanor Worthington Cox, attrice e cantante britannica
- 2001 - Bastián Yáñez, calciatore cileno
- 2001 - Vanderson de Oliveira Campos, calciatore brasiliano
- 2002 - Xander Blomme, calciatore belga
- 2002 - Tom Kim, golfista sudcoreano
- 2002 - Giulia Natali, cestista italiana
- 2002 - Răzvan Sava, calciatore rumeno
- 2003 - Michael Caicedo, cestista spagnolo
- 2003 - Lyodra, cantante indonesiana
- 2003 - Lisa Pigato, tennista italiana
- 2003 - Giovana Queiroz, calciatrice brasiliana
- 2003 - Yomar Rocha, calciatore boliviano
- 2004 - Anthony Dennis, calciatore nigeriano
- 2004 - Pierre Dwomoh, calciatore belga
- 2004 - Elena Gerasimova, ginnasta russa
- 2005 - Royner Benítez, calciatore colombiano
- 2006 - Benno Brandis, sciatore alpino tedesco
- 2006 - Corsin Konietzke, calciatore svizzero
- 2006 - Dylan Smith, calciatore scozzese
- 2006 - Sindre Walle Egeli, calciatore norvegese

## Senza anno specificato(1)
- Rob Brezsny, astrologo, scrittore e poeta statunitense